# 호모 에렉투스
호모 에렉투스(Homo erectus)는 신생대 제4기 홍적세(플라이스토세)에 살던 멸종된 화석인류이다. 호모 에렉투스는 아프리카를 떠난 최초의 인류이다. 200만 년 전에서 10만 년 전에 아프리카, 아시아, 시베리아, 인도네시아, 루마니아 등에 걸쳐서 생존하였다. 조지아의 드마니시를 비롯해 아시아 본토에서도 호모 에렉투스의 유골이 발견되었다.(호모 게오르기쿠스):52 대략 150만 년 전 이전에 히말라야산맥을 넘어 아시아까지 진출하였던 것으로 추정된다. 호모 에렉투스는 뗀석기로 매머드와 같은 큰 짐승을 사냥하거나 가죽을 벗기고 살점을 잘라냈던 것으로 보인다. 언어를 사용하기 시작했을 것이고, 고기를 불로 익혀 먹음으로써 단백질을 풍부하게 섭취할 수 있었을 것이다. 이러한 여러 변화는 그들의 두뇌가 발달할 수 있는 좋은 조건으로 작용하였을 것이며, 그들의 두개골 용적이 1,000cc 전후로 커진 점은 이러한 주장을 뒷받침하는 한 증거라고 할 것이다.

## 발견 과정

자바 원인의 복원 석고상

찰스 다윈의 진화론에 감명받은 네덜란드의 해부학자 외젠 뒤부아는 암스테르담 대학 강사직을 사퇴하고 군의관을 자원하여 네덜란드령 동인도에 파견되었다. 그 뒤 4년간 자와섬을 발굴하다가 솔로 강변에서 피테칸트로푸스 에렉투스를 발견하였다.
뒤부아는 학회에 미싱 링크의 발견을 알리고 에른스트 헤겔이 명명한 가상의 인간 피테칸트로푸스 알랄루스에서 이름을 따서 피테칸트로푸스 에렉투스라 종명을 지었다. 그러나 당시에는 인정받지 못하고 거대한 긴팔원숭이, 소두증에 걸린 기형인간이라 비판받아오다가 동일 종의 화석이 계속 발견되면서 1920년대에 와서 정당성을 인정받게 되었다.

## 종명 통합
1940년대 이후에 자바 원인, 베이징 원인, 아프리칸트로푸스, 메간트로푸스 등의 골격을 비교 분석한 결과 동일종으로 밝혀지면서 하나의 종명으로 통합 여론이 제기되었다. 이후 첫 발견 화석인 피테칸트로푸스 에렉투스에서 종명을 취하여 호모 에렉투스라 종명을 정하게 되었다.

## 불의 발견
호모 에렉투스는 불을 일으켜 사용하였다.(→초기 인류의 불의 이용) 불의 이용 방법 획득으로 질병, 추위, 맹수로부터의 위협이 감소되었다.
대략 150만 년 전 이전에 호모 에렉투스는 불을 직접 일으켜 사용하였으며 중국의 저우커우뎬, 중국 윈난성 위안머우 현, 남아프리카의 스와르트크란스 동굴 등에서는 호모 에렉투스(각각 베이징 원인, 위안머우 원인)가 이용한 화덕과 부싯돌, 불에 탄 재가 발견되었다. 저우커우뎬에서는 불에 탄 사슴뼈와 영양뼈 20, 30여 점이 발견되기도 했다.
화재로 불에 탄 고기가 연하다는 것을 터득했거나, 짐승들이 불을 두려워한다는 것을 깨달은 것으로 추정된다. 불에 익혀서 섭취하여 육질이 연화되었으며 질병에 감염될 확률이 감소하였다. 보다 연한 음식을 섭취하게 되면서 불을 사용한 이후의 호모에렉투스의 아래턱은 이전의 같은 종에 비해 작고 유연하게 변화되었다.
북경, 시베리아의 바이칼 호수에서는 추위를 이기기 위해 짐승의 가죽을 걸쳐서 옷을 해입은 흔적도 발굴되었다. 조잡한 형태였으나 짐승의 가죽을 걸쳐서 추위에 적응, 방어하기 위한 수단, 맹수로부터 신체를 보호하는 수단으로서 짐승의 가죽을 걸친 것으로 추정된다.
F. 바이덴라이히에 의하면 호모 에렉투스의 평균 수명은 30~40대인 것으로 추정된다.

## 언어의 사용
언어의 사용 여부를 판단, 확정할 방법은 없으나 턱의 구조상 간단한 소리를 낼 수 있었던 것으로 생각되며, 아슐 문화, 아셀, 아브빌리안 문화 등의 학명이 붙은 다양한 종의 형태를 한 석기를 개발하여 사용하면서 석기들을 구별하여 사용하는 수단을 터득한 것으로 추정된다. 2004년 10월 베이징 서쪽의 마쥐안거에서는 166만 년 전 호모 에렉투스가 만들었다고 추측되는 석기가 나왔다는 소식이 있었으나,:52 2025년 1월 17일에 이르러서야 사막 기후에 해당되는 탄자니아 올두파이 협곡 엔가지난요리에서도 이들이 적응해 살아가는 능력을 갖추고 있었다는 소식도 언급되었다.

## 참고 자료
- 최정필 번역; 리처드 리키·로저 르윈 (1995). 《오리진》. 세종서적. ISBN 89-85509-23-3.
- 임봉길 번역, 이브 코팡; 이브 코팡 (2002). 《루시는 최초의 인간인가:무릎화석이 우리에게 말하는 진실》. 한울림. ISBN 89-85777-66-1.
- 박선주 (1999). 《고인류학(대우학술총서논저 445)》. 아르케출판사. ISBN 89-88791-24-X.
- 마빈 해리스 (1997). 《작은인간:인류에 관한 102가지 수수께끼》. 민음사. ISBN 89-374-2214-X.

## 같이 보기
- 자바 원인
- 베이징 원인
- 난징 원인
- 위안머우 원인
- 쉬지아오 원인
- 메간트로푸스
- 아틀란트로푸스
- 아프리칸트로푸스
- 텔란트로푸스